# Yamamoto Kajirō

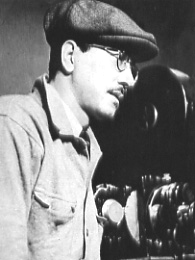
Yamamoto Kajirō

Yamamoto Kajirō (japanisch 山本 嘉次郎; geb. 15. März 1902 in Tōkyō; gest. 21. September 1974 in Tōkyō) war ein japanischer Filmregisseur, bekannt für seinen Semirealismus in einer Reihe von Filmen und für seine Komödien.

## Leben und Werk
Yamamoto Kajirō brach 1922 sein Studium an der Keiō-Universität ab und begann für den Filmhersteller „Nippon Katsuō Shashin“ (日本活動写真), der späteren Nikkatsu zu arbeiten. Yamamoto wirkte als Unterhaltungskünstler und schrieb zwischen 1926 und 1933 viele Scripts dafür, bis er zur Regietätigkeit überging. 1934 wechselte er zur PCL, einer Firma, die später mit anderen Firmen sich zur Filmgesellschaft Tōhō zusammenschloss. Dort erwarb er sich mit seinen volkstümlichen Musik-Komödien mit Enomoto Ken’ichi als Darsteller den Ruf als hervorragender Regisseur.
Mit seinem Film „Uma“ (馬), „Das Pferd“, an dem er eng mit seinem Assistenten Kurosawa Akira arbeitet hatte, führte er einen halbdokumentarischen Realismus ein, der bei den Kritikern auf Anerkennung stieß. Das Gleiche gilt für „Hawai marē oki kaisen“ (ハワイ・マレー沖海戦), 
„Kämpfe vor der Küste von Hawaii und Malay“.
Andere Regisseure, die von Yamamoto ausgebildet wurden, waren Taniguchi Senkichi (谷口 千吉; 1912–2007) und Honda Ishirō.
Die meisten Filme, die Yamamoto nach Ende des Pazifikkriegs drehte, waren Komödien. Die wichtigsten Filme entstanden bereits vor dem Krieg: „Botchan“ (坊っちゃん) 1935, „Tōjūrō no koi“ (藤十郎の恋), „die Liebe des Tōjūrō“, und „Tsuzurikata kōshitsu“ (綴方教室) „Klassenzimmer zum Aufsatzschreiben“, beide aus dem Jahr 1938.